# Hildebrandtia ornatissima
Hildebrandtia ornatissima és una espècie de granota que viu a Angola.